# 6556 Arcimboldo
6556 Arcimboldo è un asteroide della fascia principale. Scoperto nel 1989, presenta un'orbita caratterizzata da un semiasse maggiore pari a 2,1996875 UA e da un'eccentricità di 0,1335483, inclinata di 4,98510° rispetto all'eclittica.
Il nome è un omaggio al pittore italiano del XVI secolo Giuseppe Arcimboldo.